# Мак-Брайд, Джон (адмирал)
Джон Мак-Брайд, или Макбрайд (англ. John MacBride, ок. 1735 − 17 февраля 1800, Лондон) — офицер Королевского флота и политик, впоследствии адмирал, служил в период Семилетней войны, Американской войны за независимость и Французских революционных войн.
Пришел на флот после службы на торговых судах. Отличился в ряде боев во время Семилетней войны, в том числе увел из гавани приватир, что и принесло ему звание полного капитана до конца конфликта. Сыграл важную роль в создании и обеспечении британского поселения на Фолклендских островах в годы мира, а также оказал услугу королевской семье, доставив по назначению сестру короля, Каролину Матильду. По-прежнему будучи на действительной службе к началу войны с американскими колониями, Мак-Брайд принял командование линейным кораблем и участвовал в боях под началом Кеппеля и Родни. Также был активен в охоте на приватиров, захватил Comte d’Artois в жарком бою у берегов Ирландии. Далее следует служба с флотом Паркера против голландцев и с Баррингтоном в Канале.
Мак-Брайд закончил войну службой на берегу в Ирландии, а в 1784 году приступил к политической карьере, став членом Парламента от Плимута. Получил адмиральское звание с началом войны с революционной Францией, командовал эскадрами у вражеских берегов и доставлял войска для поддержки сухопутных операций на континенте. Закончил активную службу в 1795 году, хотя впоследствии был повышен до адмирала, незадолго до своей смерти в 1800 году.

## Семья и молодые годы
Джон Мак-Брайд родился в Шотландии около 1735 года, второй сын пресвитерианского священника Роберта Мак-Брайда. Семья переехала в Ирландию вскоре после рождения Джона, когда Роберт получил приход Бэллимани, в графстве Антрим. Брат Джона, Дэвид Мак-Брайд, выдвинулся как автор медицинских текстов. Джон Мак-Брайд впервые пошел в море на торговом судне в 1751 году и поступил в Королевский флот в качестве матроса три года спустя, в 1754 году. Служил в течение нескольких лет на 24-пушечном HMS Garland в Вест-Индии, затем вернулся в британские воды, и несколько месяцев служил на борту HMS Norfolk, флагмана в Даунс.
Мак-Брайд выдержал экзамен на лейтенанта 6 октября 1758 года, и 27 октября получил офицерский патент. Он был переведен на наемный куттер Grace, с которым в августе 1761 года обнаружил французский корсар на рейде в Дюнкерке. Мак-Брайд связался с фрегатом HMS Maidsone и запросил у его капитана четыре вооруженных шлюпки с людьми. Капитан Maidsone с готовностью согласился, и в 10 часов вечера шлюпки, приглушив ветошью весла, отошли от британских кораблей и сблизились с корсаром. Они подошли на расстояние пистолетного выстрела и окликнули французское судно, и, не получив ответа, пошли на абордаж. Британцы атаковали с обоих бортов, и взяли корсар, потеряв двух человек ранеными. Мак-Брайд сам застрелил французского лейтенанта, когда тот наводил пушку на шлюпки. Все французские потери были два человека убитыми и пятеро ранеными. Овладев судном, британцы вывели его в море под пушками французской батареи.
Хорошая служба Мак-Брайда принесла ему продвижение в чин мастера и коммандера 7 апреля 1762 года, и назначение командовать брандером HMS Grampus. С него он 27 мая 1763 года перешел на шлюп HMS Cruizer, все ещё в чине коммандера. Проведя некоторое время в своих водах, 20 июня 1765 года Мак-Брайд был повышен до полного капитана, и принял в командование 30-пушечный HMS Renown. За этим в августе 1765 последовало командование 32-пушечным HMS Jason, и задание основать колонию на Фолклендских островах.

## Фолклендские острова
Мак-Брайд прибыл на острова с HMS Jason, HMS Carcass и транспортом снабжения HMS Experiment в январе 1766 года, с приказом обеспечить поселение, а также информировать всех уже имеющихся жителей, что острова являются британским владением. Британцы обстроили Порт-Эгмонт, сделали несколько походов в омывающих острова водах, а в декабре наткнулись на французское поселение. В доброжелательной беседе Мак-Брайд сообщил французскому губернатору мсье де Невилю (фр. de Neville) о британских притязаниях, которые французы вежливо отклонили. Без ведома как де Невиля, так и Мак-Брайда, Луи Антуан де Бугенвиль, который основал французское поселение, согласился продать колонию Испании. В результате напряженность в отношениях между испанскими и британскими властями в 1770 году чуть не привела к войне, но к тому времени Мак-Брайд вернулся домой, доложив о ситуации в правительство. Позже, вероятно в 1770 году, он опубликовал 13-страничную монографию под названием «Журнал ветров и погоды… на Фолклендских островах с 1 февраля 1766 по 19 января 1767 года».

## Межвоенные годы
После возвращения в Англию Мак-Брайд в августе 1767 года получил в командование 22-пушечный HMS Seaford с задачей крейсировать в Английском канале. Он провел несколько лет на Seaford, затем был переведен и в марте 1771 года принял командование 32-пушечным HMS Arethusa, а в августе того же года 32-пушечный HMS Southampton. Командовал до мая 1772 года, когда получил приказ командовать небольшой эскадрой, с поручением доставить Каролину Матильду, бывшую королеву Дании и Норвегии и сестру короля Георга III, из Эльсинора в Штадт. Эскадру составили Southampton и два прошлых корабля Мак-Брайда, Seaford и Cruizer. В апреле 1773 года он принял командование HMS Orpheus.

## Американская война за независимость
С началом войны с американскими колониями, Мак-Брайд 6 ноября 1776 года был назначен командовать 64-пушечным HMS Bienfaisant. Он присутствовал в адмиральском дивизионе при острове Уэссан 28 июля 1778, но в путаной обстановке серьёзно в бою не участвовал. В последующих спорах об исходе сражения, Мак-Брайд свидетельствовал в пользу адмирала Кеппеля, что было важным фактором в оправдании того на военно-полевом суде. Сэра Хью Паллисера (англ. Hugh Palliser) Мак-Брайд поддержал меньше. Он продолжал командовать Bienfaisant, и в декабре присоединился к флоту сэра Джорджа Родни, направленному на снабжение Гибралтара. На переходе британский флот наткнулся на испанский конвой, доставлявший морские припасы из Сан-Себастьяна в Кадис, и принудил его к бою. Британцам удалось захватить конвой, Мак-Брайд проявил себя в дуэли с испанским флагманом Guipuscoana, который ему и сдался.

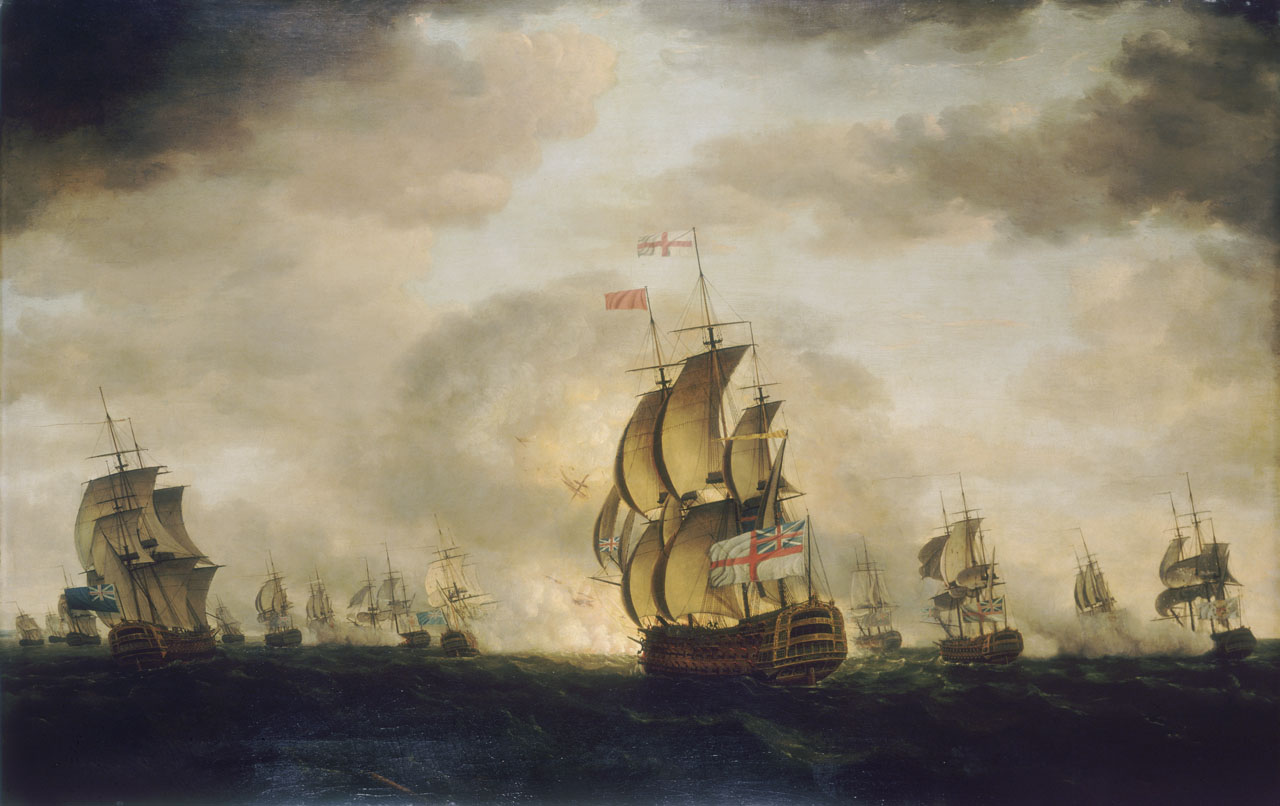
Битва при Лунном свете, 16 января 1780 года; картина изображает момент взрыва Santo Domingo

16 января флот снова обнаружил испанские корабли, на этот раз у мыса Сент-Винсент. Испанский флот, под командованием адмирала Хуана де Лангара, был принужден к бою, и снова Мак-Брайд был в самой гуще. Он повел свой корабль против Santo Domingo, причем Bienfaisant едва избежал серьёзного урона, когда его противник взорвался. Затем продолжал поиск и захватил флагман де Лангара, в 80-пушечный Fenix. Мак-Брайд послал лейтенанта Томаса Луиса (англ. Thomas Louis) овладеть призом но, так как на Bienfaisant была вспышка оспы, Макбрайд не предпринял обычного в таких случаях шага и не перевел часть пленных к себе на борт. Вместо этого он заключил договор с де Лангара, что в случае встречи с французами или испанцами, тот не будет мешать Fenix защищаться. Если Bienfaisant уйдет, а Fenix будет отбит, де Лангара и его люди считают себя по-прежнему военнопленными и не воюют против Британии, но если Fenix бежит а Bienfaisant будет взят, то де Лангара и его люди освобождаются. На деле, оба корабля добрались до Гибралтара без приключений, после чего Мак-Брайду была оказана честь доставить донесения Родни обратно в Англию. Он отправился немедленно, но был задержан неблагоприятными ветрами. Соответственно, его депеши прибыли через несколько дней после того, как те же донесения достигли Лондона с капитаном Эдвардом Томпсоном (англ. Edward Thomson), который покинул Родни позже Мак-Брайда, но добрался быстрее.

## Мак-Брайд иArtois
Флот Родни вернулся в Великобританию в марте, и Мак-Брайд вернулся на Bienfaisant. В начале августа крупный французский приватир, 64-пушечный Comte d’Artois, по сведениям, вышел из Бреста в крейсерство к южному побережью Ирландии. Мак-Брайд получил приказ выйти вместе с 44-пушечным HMS Charon на перехват. Через несколько дней поисков, рано утром 13 августа показался, наконец, неизвестный парус, в погоне за несколькими кораблями конвоя, вышедшего из Корка. Мак-Брайд сблизился и встал против неопознанного корабля, который поднял английский флаг. Корабли пришли на пистолетный выстрел, и только обменявшись с противником окликами, Мак-Брайд мог удовлетворительно назвать его принадлежность. В это время корабли были так близко, (Bienfaisant по носу от Comte d’Artois), что ни один не мог использовать основное вооружение. Вместо этого оба открыли огонь из мушкетов, пока Мак-Брайд не сманеврировал в сторону, и не последовал общий бой. Через 1 час 10 минут французский корабль сдался, имея 21 убитого и 35 раненых, в то время как на Bienfaisant было трое убитых и 20 раненых. Charon вступил в бой только в конце, и имел одного раненого. После этого эпизода Мак-Брайд стал первейшим и красноречивейшим сторонником нового оружия, карронады, в Королевском флоте. В этом бою шесть 12-фунтовых карронад на юте его собственного Bienfaisant много сделали для подавления мушкетного огня — традиционно сильной стороны французов. Захват имел необычное продолжение, когда чуть более года спустя, и с другим капитаном, Bienfaisant захватил другой приватир, на этот раз названный именем графини Софии д’Артуа.
По ещё одному совпадению, в январе 1781 года Мак-Брайд получил в командование 40-пушечный HMS Artois, бывший французский корабль, захваченный в 1780 году HMS Romney. Мак-Брайд служил в Северном море с флотом сэра Хайд-Паркера, и сражался против голландцев в при Доггер-банке 5 августа 1781 года. После битвы Паркер временно перевел Мак-Брайда на 80-пушечный HMS Princess Amelia, чей капитан Джон Мак-Картни (англ. John MacCartney), был убит в бою. Мак-Брайд вернулся к командованию Artois после возвращения флота в порт и продолжил крейсерство в Северном море. 3 декабря он вступил в бой и захватил два больших 24-пушечных голландских приватира, Hercules и Mars. На Mars 9 человек были убиты и 15 ранены, а на Hercules 13 убиты и 20 ранены. На Artois один человек был убит и шесть ранены.
В начале 1782 года Мак-Брайд действовал в Канале, а в апреле был в качестве дозора впереди главных сил под командованием адмирала Самуэля Баррингтона, направленного на перехват французской эскадры, вышедшей из Бреста в Ост-Индию. Он обнаружил противника 20 апреля и предупредил Баррингтона. В этот день британцы пошли на перехват, а на следующий захватили более половины французов. После этого успеха Мак-Брайд был в июне назначен на ирландскую станцию, где занимался прессом на берегу, в то время как Artois крейсировал под командованием первого лейтенанта.

## Период мира
В конце войны с Америкой Мак-Брайд оставил командование Artois, но в июне сумел получить 32-пушечный HMS Druid. Командовал до конца года, после чего в его службе в море наступил временный перерыв. Мак-Брайд воспользовался этой возможностью, чтобы заняться политикой, и в 1784 году был избран в Парламент от Плимута. Сохранял мандат до 1790 года. Сделал несколько выступлений по военно-морским вопросам, и заседал в комиссии герцога Ричмонда по обороне Портсмута и Плимута между 1785 и 1786 годами. Он выступил против плана укрепления военно-морских верфей, как на комиссии, так и в Парламенте. В 1788 году вернулся к активной службе, хотя и не в море; принял брандвахтенный корабль в Плимуте, 74-пушечный HMS Cumberland. В 1790 году, в связи с угрозой так называемого Испанского Вооружения, Мак-Брайд повел Cumberland в Торбей, чтобы присоединиться к собранному там флоту лорда Хау.

## Французские революционные войны
Мак-Брайд был произведен в контр-адмиралы 1 февраля 1793 года, в порядке общего повышения офицеров с началом войны. Стал командующим в Даунс, командуя эскадрой фрегатов, держал флаг на Cumberland, затем перенес его на 32-пушечный HMS Quebec. Овладел Остенде после французского отступления в начале 1793 года, а в октябре перевозил подкрепления под командованием генерала сэра Чарльза Грея, чтобы помочь в обороне Дюнкерка. В конце года принял командование 36-пушечной HMS Flora и 1 декабря вышел из Портсмута. Доставил армию под командованием эрла Мойра для поддержки французских роялистов в Бретани и Нормандии.
После этого похода он принял командование небольшой эскадрой на Западных подходах, держал флаг на нескольких кораблях, в их числе шлюп HMS Echo, 74-пушечный HMS Minotaur и 64-пушечный HMS Sceptre. Эскадра не добилась существенных успехов, а Мак-Брайд имел несчастье сломать ногу, садясь на лошадь, что вынудило его временно отказаться от своих обязанностей. Он был произведен в контр-адмиралы красной эскадры 11 апреля, а 4 июля в вице-адмиралы синей. Став вице-адмиралом белой эскадры 1 июня 1795 года, Мак-Брайд командовал эскадрой в Северном море, назначенной следить за голландским флотом в Текселе, держал флаг на 74-пушечном HMS Russell. Он ушел в отставку в конце 1795 года, и больше в море не ходил. Однако 14 февраля 1799 года был повышен до адмирала синей эскадры. Адмирал Джон Мак-Брайд умер 17 февраля 1800 года от приступа паралича в кофейне Спринг-гарден, в Лондоне.

## Семейная жизнь и неясности
Мак-Брайд женился в начале своей карьеры, но никаких подробностей об этом не сохранилось, кроме того, что его жена была дочерью флотского офицера. Она, предположительно, умерла, так как 14 июля 1774 года Мак-Брайд женился на Урсуле Фолкс (англ. Folkes), старшей дочери Уильяма Фолкса из Хиллингтон-Холл, Норфолк. Их сын, Джон Дэвид Мак-Брайд, стал директором Магдален Холл, Оксфорд. Дочь Мак-Брайда, Шарлотта, в 1795 году вышла замуж за адмирала Томаса Уиллоби Лейка.

## Память
- В его честь назван мыс Мак-Брайд-Хед на Фолклендских островах
- В Плимуте на Барбикане сохранился традиционный английский трактир «Адмирал Мак-Брайд», основанный в 1790-х годах.[15]